# Крвни подлив дојке
Крвни подлив дојке је оток испуњен крвљу узрокован траумом дојке. Није злоћудне природе, али понекад може довести до упале, грознице, промене боје коже. За собом може оставити ожиљке који опонашају неке облике рака дојке. Већина крвних подлива дојке је мала (величине зрна пиринча) али неки могу бити велики као шљива или орах.
Крвни подлив дојке може се јавити у било ком периоду живота без обзира на године старости или менопаузу. У неким случајевима, крвни подливи дојке могу рецидивирати, односно спонтано се могу поновити.
Мањи крвни подливи дојке повлаче се сами, након извесног времена од њихове појаве и не захтевају лечење, док ће већи крвни подливи дојке можда морати да се уклоне хируршким путем.

## Етиологија
Крвни подливи дојке могу бити узроковани:
- Директном трауме дојке, као што је спортска повреда или повреда саобраћајна несрећа, у којој долази до повреде грудног коша,
- Јатрогено, као последица операције дојке, углавном због постоперативног крварења, након биопсије дојке иглом (ретко),[3]
- Слабост крвних судова дојке који спонтано крваре, посебно код особа са коагулопатијом (ретко)[4] или након дуготрајне употребе лекова за разређивање крви као што су аспирин или ибупрофен.
- Након козметичких (естетских) интервенција на дојци. Крварење се може појавити убрзо након или неколико дана након естетске операције (смањење или повећање груди) или некозметичке операције (уклањање лимфних чворова, лумпектомија или мастектомија).

## Патофизиологија
Мали крвни подливи на дојкама често се повлаче самеи од себе током неколико дана до недеља након реапсорпције крви. Веће модрице чешће изазивају упалу или фиброзу. Модрице на дојкама понекад могу довести до промене боје коже, отока или грозницу. Када се крвни подлив повуче, он за собом може оставити фибротично ожиљно ткиво. Крвни подлив који се раздвоји може се претворити у течност и формирати сером. Пост-хируршке хематоми на дојкама такође могу отежати зарастање рана и стога утицати на козметички исход операције.
Крвни подливи на дојкама могу биити и један од фактора ризика за инфекције на месту операције дојке. Постоје прелиминарни докази да, након операције имплантације дојке, присуство крвних подлива повећава ризик од развоја капсуларне контрактуре. На мамографском скринингу, ожиљно ткиво које је резултат крвног подлива дојке може се лако заменити са туморским ткивом, посебно у првих неколико година након операције. На крају, може доћи до некрозе масти у захваћеном делу дојке.  

## Дијагноза
Дијагноза се поставља на основу анамнезе (у којој се пажљиво разматрање историје болести) клиничког прегледа и имиџинг тестова (ултразвук, мамографија, ЦТ, МРИ).
Мамографија
Мамографски спектар налаза укључује:
- појединачни чвор
- дифузно повећана густина жлезда (најчешћи изглед)
- радиолуцентни чвор или чворову,
- чворићи или чвоорови са калцификацијама

Током времена на мамографији се могу јавити докази о масној некрози у захваћеном региону.
Свежи крвни подлив је обично видљив на мамографији, а такође показују и типичне интензивније сенке на магнетној резонантној томографији
Ултразвук дојке
Карактеристике ултразвука могу бити променљиве. Пријављени сонографски спектар укључује:
- сакупљање течности
- чврсти чвор
- цистични чвор
- дифузне паренхимске абнормалности
- калцификовани чвор

Када постоји постоперативни оток након операције дојке или биопсије иглом, ултразвук дојке може бити индикован да би се разликовао крвни подлив од других могућих пост-хируршке компликације као што је апсцес дојке или сером дојке.
Биопсија крвног подлива дојке
Ако је неопходна диференцијација крвног подлива дојке од рака дојке, може бити индикована биопсија крвног подлива.  

## Терапија
Мали крвни подливи на дојкама који не изазивају нелагодност често захтевају само клиничко посматрање, при чему се ултразвук повремено користи за праћење тока крвног подлива.  У неуобичајеним случајевима (нпр. без одређене претходне трауме), препоручује се краткотрајно праћење стања дојке (~6 до 8 недеља).
Велики крвни подливе дојеке, или они који расту и/или се не смањују или изазивају тегобе, обично захтевају дренажу. Дренирају се и крвни подливи дојке који настају после операције уклањања злоћудног тумора, јер се озрачени крвни подлив тешко повлачи.
Свежи крвни подлив се може дренирати аспирацијом иглом или отвореном хируршком дренажом (ретко).